# Impiedade
Impiedade é, classicamente, uma falta de consideração apropriada, ou, pelas obrigações devidas para com as condutas religiosas públicas a serem observadas, ou, a cultos. Impiedade era uma das principais objeções pagãs ao cristianismo, pois, ao contrário de outros iniciados em religiões de mistérios, os primeiros cristãos recusavam-se a colocar um pouco de incenso perante as imagens dos deuses, dentre os quais estavam os imperadores protetores deificados. Impiedade em civilizações antigas era uma questão cívica, em vez de religiosa. Acreditava-se que o ato de impiedade poderia trazer para a res publica a ira das divindades tutelares que protegiam a pólis.
Sócrates e Anaxágoras de Clazômenas foram condenados a morte por impiedade (contra os deuses gregos). No caso de Anaxágoras de Clazômenas, foi a acusação de ato ou expressão ímpia, ou irreligiosidade, feita quando ele questionou a divindade do Sol e da Lua, dizendo que o primeiro era apenas uma pedra de fogo e, o segundo, um pedaço de terra. Assim, foi preso, mas conseguiu fugir para Lâmpsaco (Jônia), onde morreu. Aristóteles também foi acusado por impiedade após a morte de Alexandre, o Grande. De acordo com o Vita Aristotelis Marciana, um manuscrito muito mutilado na Biblioteca Marciana, em Veneza, escrito cerca de 1300, Aristóteles deixou a cidade dizendo “Eu não irei deixar que os atenienses pequem duas vezes contra a filosofia” (Vita Aristotelis, 41). O compilador medieval cristão considerou a atitude dos atenienses como um “pecado”. Pecado, entretanto, era um conceito estranho aos gregos e romanos. Quando o aramaico teve de ser traduzido para o grego ao editar o Novo Testamento, a palavra grega hamartia veio a ser utilizada. Hamartia (“errar o alvo”) é apenas de maneira pouco aproximada traduzida como “pecado”.